# ریو کامیونیتیز نورت (نیومکزیکو)
ریو کامیونیتیز نورت (به انگلیسی: Rio Communities North) یک منطقهٔ مسکونی در ایالات متحده آمریکا است که در شهرستان ولنسیا، نیومکزیکو واقع شده‌است. ریو کامیونیتیز نورت ۱۲٫۳ کیلومتر مربع مساحت و ۱٬۵۸۸ نفر جمعیت دارد.